# Édouard Drumont
Édouard Drumont (Parijs, 3 mei 1844 - aldaar, 5 februari 1917) was een journalist en katholiek schrijver, geboekstaafd als antisemiet en Frans nationalist.

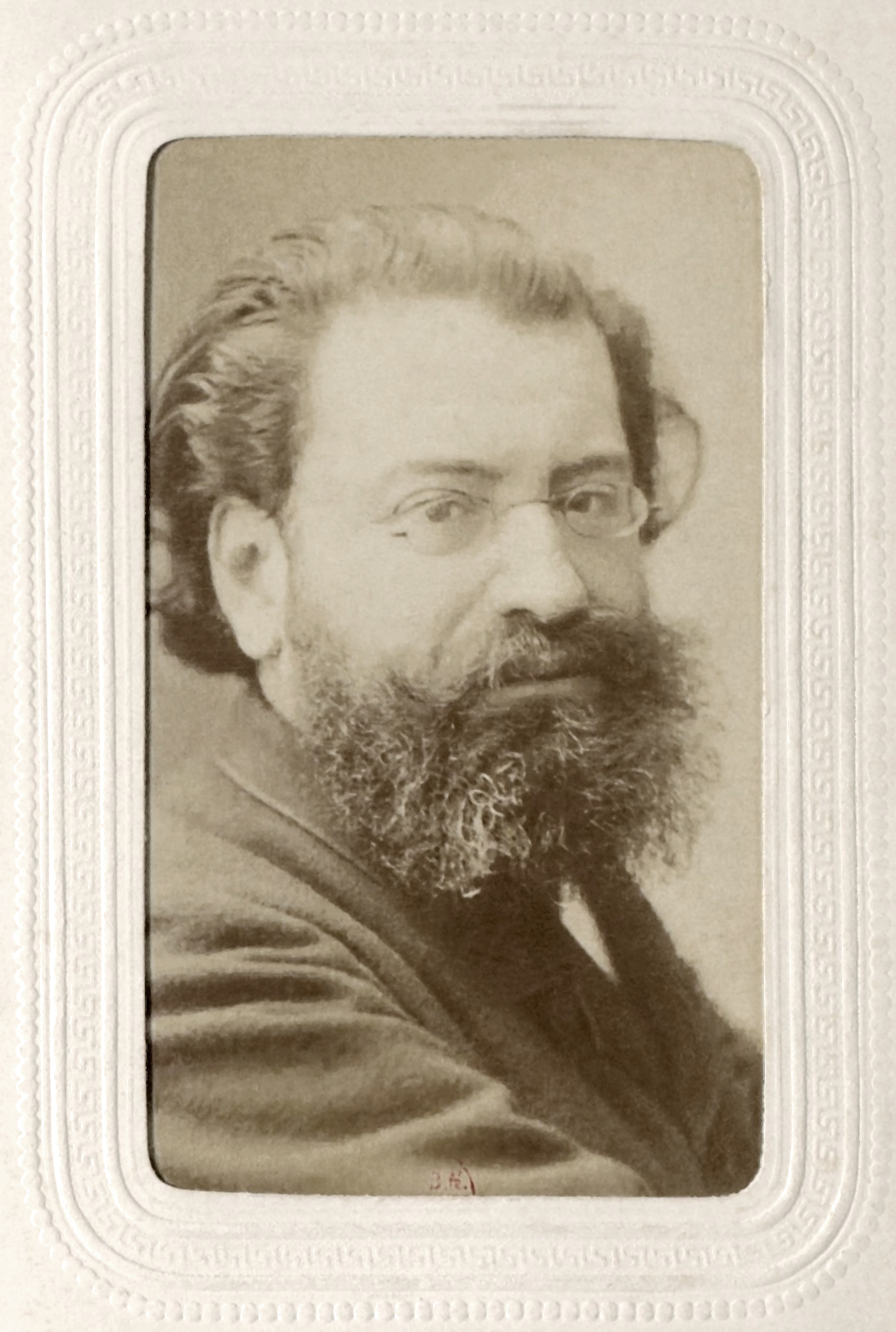
Edouard Drumont

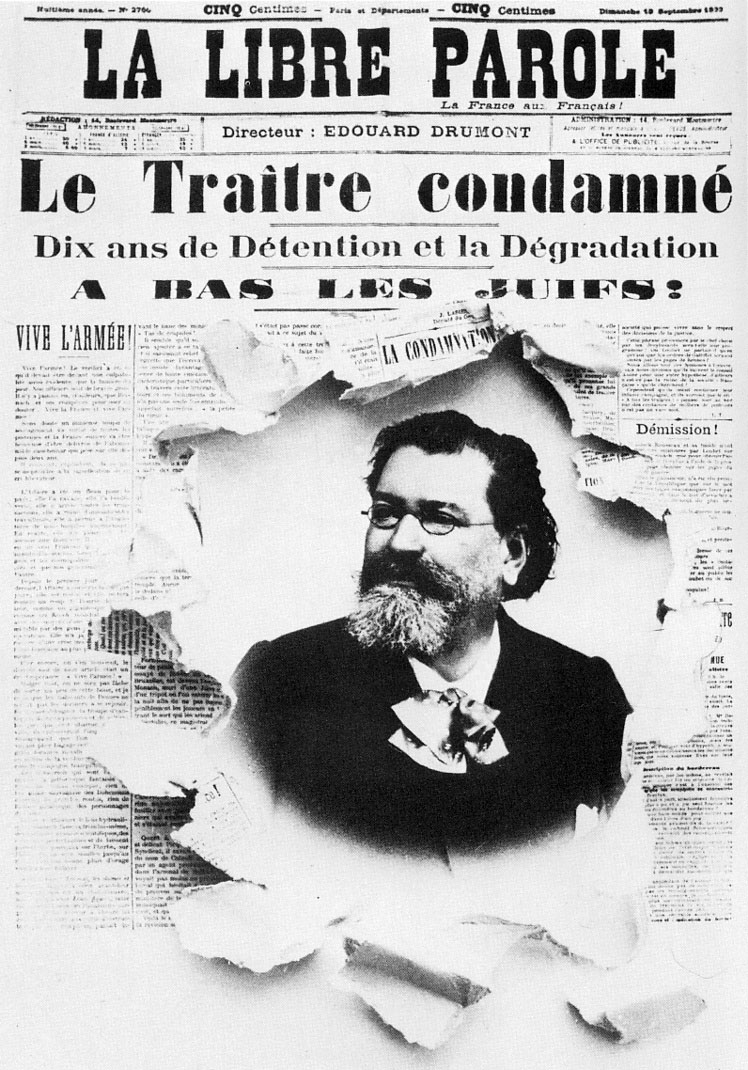
Edouard Drumont en de antisemitische krant die hij had gesticht, La Libre Parole (het vrije woord). De krantenkoppen hebben betrekking op de zaak-Dreyfus: "De verrader veroordeeld", "Weg met de Joden!"

## Levensloop
Drumont wordt geboren in een Frans-Vlaamse landbouwersfamilie, Drumont moet op jonge leeftijd al bijdragen tot het huishouden om in de behoeften van familieleden te voorzien doordat zijn vader ernstig ziek is. Die laatste is klerk op het Stadhuis van Parijs:
- "Moins qu’un autre, le père de Drumont n’était homme à souffrir qu’on mît une chemise de force à l’esprit humain : c’était un de ces rêveurs sages et circonspects, moins têtus, comme on en voit dans nos vieux pays du Nord, avec leurs yeux bleus tranquilles enfantins, et leurs colossales épaules. D’ailleurs ancien élève de l’École des chartes, ami des livres et fort érudit."
- "Minder dan wie ook, was vader Drumont de man die zou aanvaarden dat de menselijke geest in een dwangbuis zou worden gestoken: hij was een van die wijze en behoedzame dromers, niet zozeer koppig, zoals die worden aangetroffen in onze oude Noordelijke landen, met hun kalme blauwe ogen en hun sterke schouders. Als oud-leerling van de École des chartes, was hij ook bekend met de letteren, vrij belezen."

Drumont treedt als zeventienjarige bij de stedelijke administratie in dienst, na de dood van zijn vader. Hij werkt daar gedurende zes maanden. Drumont droomt ervan auteur te worden. Hij werpt zich op de journalistiek en wekt voor de Moniteur du bâtiment, waarna hij ook bijdragen verleent aan de Diable à quatre, een krant van Hippolyte de Villemessant (een journalist die in april 1854 Le Figaro nieuw leven inblaast). Hij werkt terzelfder tijd aan L’inflexible, waar hij de geheimen van Villemessant uit de doeken doet die hem vervolgens ontslaat. Hij publiceert artikelen in verschillende kranten zoals La Liberté (hij is polyvalent, want hij richt zich ook op reportages, op letterkundige kronieken, bestudeert de kunst en ambieert een zetel in het wetgevende orgaan). Drumont is van 1874 tot 1886 kroniekschrijver van de kunsten bij La Liberté, waar hij misschien in dienst wordt genomen naar aanleiding van een artikel dat hij geschreven heeft over Émile de Girardin, directeur van die krant. In La Liberté zet hij zijn politieke ideeën nog niet uiteen. Zijn talenten als historicus komen tot uiting in Revue de la Révolution. Hij schrijft in Le Bien Public, maar ook in L'Univers, Le Nain jaune, La Presse théâtrale, de Chronique Illustrée, Le Contemporain, La Revue de France, Le Gaulois, Le Petit Journal (kunstkritiek), etc. Édouard Drumont is de auteur van de lijkrede voor Émile Pereire - die hij met Napoleon I vergelijkt – en van diens broer Isaac. Hij verwerft eerst bekendheid met verschillende niet-politieke werken, zoals : Les Fêtes nationales à Paris (1878), Mon Vieux Paris (1878), Le Dernier des Trémolin (1879).
In 1880 schrijft Drumont de inleiding op het werk met als titel "Louis XIV" van de gebroeders Anthoine (kamerjongens van Lodewijk XIV). De inleiding wijst er volgens zijn tegenstanders op dat hij een hevig voorstander is van de monarchie:
- "Louis XIV mourant, comme Louis XIV vivant, représente le XVIIe siècle dans sa manifestation la plus admirable et la plus élevée."
- "De stervende Lodewijk XIV vertegenwoordigt, zoals de levende Lodewijk XIV, de 17de eeuw in zijn meest opmerkelijke en meest verheven uiting."

Drumont wordt door de jezuïet du Lac bekeerd. Die hem brengt hem ertoe La France Juive te schrijven en bezorgt hem de nodige fondsen voor de Libre Parole.
In 1885 publiceert Drumont een werkje van 43 bladzijden, met als titel Le vol des diamants de la couronne au garde meuble. Nadat hem in 1886 gevraagd is de leiding over te nemen van Le Monde, geeft hij in april van hetzelfde jaar La France juive uit, dat gauw aan zijn 150e uitgave toe is, en dat zijn schrijver naast roem de veroordeling oplevert tot een fikse boete en twee duels. Drumont geeft vervolgens La France Juive devant l'opinion (1886) uit, La Fin d'un monde (1889), La Dernière Bataille (1890), Le Testament d'un antisémite (1891) en Le Secret de Fourmies (1892). In 1890 sticht Drumont de Ligue Nationale Antisémitique de France.
Om meer armslag te geven aan zijn campagne, lanceert hij op 20 april 1892 La Libre Parole, met als ondertitel : La France aux Français. De krant La libre parole hangt de was uit over het Panamaschandaal. In zijn column, klaagt hij aan dat het politiek-financiële systeem "vrijwel geheel in handen is van de joden". De artikelen die hij naar aanleiding hiervan schrijft, worden vervolgens in 1896 in een bundel verzameld: De l'or, de la boue, du sang. Drumont leest L'État Juif manifeste du sionisme van Theodor Herzl in 1897.
In mei 1898, onder de begunstiging van het antisemitische oproer in Algiers, wordt Drumont tot député, volksvertegenwoordiger, voor deze stad verkozen. In de Kamer van Volksvertegenwoordigers wordt hij de leider van de anti-joodse partij. Hij is fervent tegenstander van een herziening van het proces van Alfred Dreyfus (1897-1898); hij eist de vervolging van Émile Zola; hij eist de opheffing van het decreet-Crémieux (1899).
Via zijn krant wordt hij de radicale woordvoerder van de tegenstanders van Dreyfus en vertegenwoordigt zo de anti-republikeinse en antisemitische houding in het openbaar debat. Na de zelfmoord van de in deze affaire verwikkelde kolonel Hubert-Joseph Henry beschuldigde hij er de Joden van dat zij hem hadden vermoord en verzamelde hij giften voor diens weduwe. 25.000 lezers gaven gevolg aan deze oproep, onder wie vele politici, priesters en hooggeplaatste persoonlijkheden.
Drumont werd wegens laster door een parlementslid aangeklaagd. Hij had deze laatste ervan beschuldigd zich een concubine te hebben laten aansmeren door de vooraanstaande joodse bankier Edouard Alphonse de Rothschild, om een wetsontwerp goed te keuren dat de bankier voordeel zou opleveren.
Wanneer hij verslagen wordt bij de algemene verkiezingen van 27 april 1902, neemt hij zijn werk als journalist en schrijver weer op.
Op 22 februari 1915 neemt hij de leiding over van de krant Le Peuple français. Hij overlijdt op 5 februari 1917.

## Polemiek overMon vieux Paris
Zijn werk Mon Vieux Paris, verschenen in 1878, is een becommentarieerd overzicht van de hoofdstad. Dit overzicht wordt afgewisseld met weemoedige bespiegelingen, vol spijt. Volgens zijn tegenstanders wijst de titel vanwege het bezittelijk voornaamwoord mon op een bevooroordeelde kijk en zou het getuigen van een conservatieve houding door het begrip oud te gebruiken.
Drumont klaagt er het Parijs van 1878 aan, waarbij hij de decadentie van de «lichtstad» voorspelt. Zijn tegenstanders zien in de beschrijving van het Palais-Royal de uitdrukking van zijn monarchistische overtuigingen en van zijn haat jegens het republikeinse Parijs:
- "Que ne trouvait-on pas, d’ailleurs, au Palais-Royal ? Il était au milieu de la ville comme la capitale de cette débauche, maintenant disséminée un peu partout."
- "Wat zou men niet aantreffen op het Palais-Royal ? Het stond daar in het midden van de stad als de hoofdplaats van die liederlijkheid die zich ondertussen overal verspreid heeft."

Zijn tegenstanders zien hierin de voorbode van de reactionaire theorieën van zijn werk La France Juive :
- "La France, remise à neuf, ne sera bientôt plus qu’un réseau de gares ; dix ou vingt minutes d’arrêt, buffet, et le Juif-Errant lui-même n’est plus qu’un voyageur rétrograde."
- "Het opgepoetste Frankrijk zal binnenkort niets anders meer zijn dan een netwerk van stations; tien of twintig minuten oponthoud, buffet, en de Wandelende Jood is niet meer dan een teruggekeerde reiziger".

## Zijn erfenis
Georges Bernanos wijdde aan hem zijn boek La Grande peur des bien-pensants.
In de jaren 1930 sluit Henry Coston aan bij Drumont door nieuw leven te blazen in La Libre parole.

## Citaten geselecteerd uit het werk
Hoewel een auteur, met enige sociale bewogenheid zoals Drumont, niet geheel kan worden afgerekend op enkele welgekozen citaten, konden de volgende toch niet ontbreken.

### UitLa France juive
- "Le Sémite est mercantile, cupide, intrigant, subtil, rusé; l'Aryen est enthousiaste, héroïque, chevaleresque, désintéressé, franc, confiant jusqu'à la naïveté. Le sémite est terrien ne voyant guère rien au-delà de la vie présente; l'Aryen est un fils du ciel sans cesse préoccupé d'aspirations supérieures; l'un vit dans la réalité, l'autre dans l'idéal."
- "De Semiet heeft een koopmansgeest, is hebzuchtig, intrigeert, is scherp en doortrapt: de Ariër is geestdriftig, heldhaftig, ridderlijk, onthecht, oprecht, en enigszins lichtgelovig. De Semiet is aards en kijkt niet verder dan het leven zoals het komt: de Ariër is een zoon van de hemel, ononderbroken strevend naar het hogere: de ene leeft in de werkelijkheid, de andere naar het ideaal."
- "Le Sémite est négociant d'instinct, il a la vocation du trafic, le génie de tout ce qui est échange, de tout ce qui est une occasion de mettre dedans son semblable. L'Aryen est agriculteur, poète, moine et surtout soldat; la guerre est son véritable élément, il va joyeusement au-devant du péril, il brave la mort."
- "De Semiet heeft het instinct van een handelaar; zijn roeping is de handel, het genius van de ruil, alles wat ertoe leidt zijn gelijke te belazeren. De Ariër is een landbouwer, een dichter, een monnik en boven alles een soldaat; in de oorlog is hij pas echt in zijn element, hij gaat onbekommerd het gevaar tegemoet, daagt de dood uit."
- "Le Sémite n'a aucune faculté créatrice; au contraire l'Aryen invente; pas la moindre invention n'a été faite par un Sémite. Celui-ci par contre exploite, organise, fait produire à l'invention de l'Aryen créateur des bénéfices qu'il garde naturellement pour lui."
- "De Semiet is verstoken van enig creatief vermogen; de Ariër daarentegen vindt uit, niet de geringste uitvinding werd door een Semiet gedaan. Die namelijk exploiteert, organiseert en laat produceren, vanzelfsprekend ten eigen bate, wat de scheppende Ariër creëert."
- "L'Aryen exécute les voyages d'aventure et découvre l'Amérique; le Sémite, qui aurait eu une si belle occasion de s'arracher fièrement à l'Europe, à la persécution et de montrer qu'il était susceptible de faire quelque chose pour lui-même, attend qu'on ait tout exploré, tout défriché, pour aller s'enrichir aux dépens des autres."
- "De Ariër onderneemt avontuurlijke reizen en ontdekt Amerika, dit terwijl de Semiet, die een mooie kans kreeg om zich eervol aan Europa en vervolging te onttrekken en de gelegenheid kreeg aan te tonen dat hij in staat was voor zichzelf te zorgen, daarentegen wacht tot alles is ontdekt en alles is ontgonnen, om zich vervolgens op kosten van een ander te verrijken."
- "En un mot tout ce qui est une excursion de l'homme dans ses régions ignorées, un effort pour agrandir le domaine terrestre est absolument en dehors du Sémite et surtout du Sémite juif; il ne peut vivre que sur le commun, au milieu d'une civilisation qu'il n'a pas faite."
- "In één woord, alles wat een excursie van de mens is in onbekende gebieden, een inspanning om het aardse domein te vergroten is de Semiet, in het bijzonder de joodse Semiet, volstrekt vreemd; hij kan slechts leven in de alledaagsheid te midden van een beschaving die hij niet heeft gecreëerd."
- "Le malheur du Sémite, - retenez bien cette observation fondamentale en mémoire de moi, - est qu'il dépasse toujours un point presque imperceptible qu'il ne faut pas franchir avec l'Aryen.
- "Het ongeluk van de Semiet is - onthou deze fundamentele vaststelling ter mijnent wille - is dat hij voortdurend een bijna onmerkbaar punt overschrijdt, dat hij bij de Ariër niet behoort te overschrijden."
- "L'Aryen est un géant bon enfant. Il est heureux pourvu qu'on lui conte de ces légendes dont a besoin son imagination éprise du merveilleux. Ce qui lui plaît ce ne sont pas des aventures dans le genre des sémitiques Mille et une Nuits, où des chanteurs découvrent des trésors, où des pêcheurs, jetant leurs filets dans la mer, les retirent pleins de diamants. Il est nécessaire, pour qu'il soit touché, que sur la trame de toutes ces fictions se détache un être qui se dévoue, qui combatte pour une cause, qui se sacrifie, qui aille comme Parsifal à travers mille dangers à la conquête du Saint-Graal: la coupe remplie du sang d'un dieu."
- "De Ariër is een goedmoedige reus. Hij is gelukkig, in de mate waarin men hem verhalen vertelt waaraan zijn verbeelding, gevat door het wonderlijke, behoefte heeft. Wat hem behaagt zijn niet de avonturen van het Semitische soort, zoals de verhalen van Duizend-en-een-nacht, waar zangers schatten ontdekken, waar vissers, die hun netten in de zee werpen, ze terugvinden vol diamanten. Om hem te raken, is het nodig dat - verweven in het geheel van ficties - iemand naar voren treedt, die zich opoffert, die zoals Parsifal duizenden gevaren overwint om de Heilige Graal te veroveren: de kelk gevuld van het bloed van een God".
- "L'Aryen est resté l'être candide qui se pâmait au Moyen Âge en écoutant les chansons de geste, les aventures de Garain le Loherain, d'Oliver de Béthune ou de Gilbert de Roussillon qui, après avoir refusé d'épouser une fille d'un sultan, transperçait cinq mille mécréants d'un seul coup de lance. Il a écouté longtemps la légende de 89 comme il eût écouté le récit d'un cycle chevaleresque. Un peu plus et les rédacteurs de la République française lui auraient fait croire que les membres du gouvernement de la Défense nationale, montés sur des chevaux fougueux, comme les anciens preux, avaient bravé les affreux périls pour gagner la bataille de l'emprunt Morgan. Pendant qu'il est naïvement intéressé par ces prouesses, rien n'est plus facile que de lui enlever sa bourse et même de lui enlever ses bottes sous prétexte qu'elles le gêneraient pour marcher dans la voie du progrès."
- "De Ariër is het zuivere wezen gebleven dat zich overgeeft aan de middeleeuwen en luistert naar yeesten, avonturen van Garain van Loherain, van Olivier van Béthune of van Gilbert van Rousillon, die na geweigerd te hebben een dochter van de sultan te trouwen vijfduizend ongelovigen doorsteekt met een enkele lanssteek. Hij heeft lang geluisterd naar de legende van de 89 zoals hij zou hebben geluisterd naar het verhaal van een riddercyclus. Er was weinig meer nodig of de redacteurs van de Franse Republiek hadden hem doen geloven dat de leden van de regering van Nationale Defensie, gezeten op vurige paarden, zoals de oude helden weerzinwekkende gevaren hebben getrotseerd om de slag van de valse Morgan te winnen. Terwijl hij op naïeve wijze door zulke heldendaden wordt gevat, is niets makkelijker dan hem zijn beurs af te nemen en hem zelfs zijn laarzen uit te laten trekken, onder het mom dat die hem hinderen zouden bij het opmarcheren naar de toekomst."
- "À l'Aryen, je le répète, on peut tout faire; seulement il faut éviter de l'agacer. Il se laissera dérober tout ce qu'il possède et tout a coup entrera en fureur pour une rose qu'on voudra arracher. Alors soudain réveillé, il comprend tout, ressaisit l'épée qui traînait dans un coin, tape comme un sourd et inflige au Sémite qui l'exploitait, le pillait, le jouait, un de ces châtiments terribles, dont l'autre porte la trace pendant trois cents ans."
- "Met klem wijs ik erop dat de Ariër veel kan verdragen, maar men hoede er zich voor hem uit te dagen. Hij zou zich alles laten ontnemen om pas in woede te ontsteken omwille van een uitgerukte roos. Dan staat alles hem opeens klaar voor de geest, hij neemt het zwaard dat aan zijn zijde hing op, slaat door het dolle heen en bestraft de Semiet die hem exploiteerde, hem plunderde, hem manipuleerde op zo‘n verschrikkelijke wijze dat die er nog driehonderd jaar later de littekens van draagt."

### UitLa Fin d'un monde
- "Le cadavre social est naturellement plus récalcitrant et moins aisé à enterrer que le cadavre humain. Le cadavre humain va pourrir seul au ventre du cercueil, image régressive de la gestation le cadavre social continue à marcher sans qu'on s'aperçoive qu'il est cadavre, jusqu'au soir où le plus léger heurt brise cette survivance factice et montre la cendre au lieu du sang. L'union des hommes créé le mensonge et l'entretient : une société peut cacher longtemps ses lésions mortelles, masquer son agonie, faire croire qu'elle est vivante encore alors qu'elle est morte déjà et qu'il ne reste plus qu'à l'inhumer..."
- "Het sociale lijk is vanzelfsprekend veel moeilijker te begraven dan het menselijke lijk; het is ook weerspanniger. Het menselijke lijk rot eenzaam weg onder zijn zerk; als regressief beeld van het ontstaan zal het sociale lijk zich voortbewegen zonder dat iemand ziet dat het een lijk is, tot op die avond waarop de geringste aanraking dit schijnbestaan uit elkaar doet vallen en het as toont te midden van het bloed. Het menselijk verbond creëert de leugen en houdt die levendig: een maatschappij kan lang haar dodelijke wonden verbergen, haar doodsstrijd maskeren, doen geloven dat zij nog leeft, terwijl ze al dood is en er niets anders te doen valt dan haar ter aarde te bestellen."